# Сан-Жулиа
«Сан-Жулиа́» (кат. Unió Esportiva Sant Julià) — андоррский футбольный клуб из Сан-Жулиа-де-Лории, выступает в чемпионате Андорры. Домашние матчи проводит на стадионах Футбольной федерации Андорры.
Команда дважды побеждала в чемпионате и пять раз становилась обладателем Кубка Андорры, также является обладателем наибольшего числа выигранных Суперкубков — пяти. В Лиге чемпионов 2009/10 годов «Сан-Жулиа» стала первым андоррским клубом, прошедшим в следующий раунд еврокубков, обыграв сан-маринский «Тре Фиори».

## История

Старая эмблема клуба

Клуб основан в 1982 году группой друзей, которые вместе играли в футбол. В сезоне 1995/96 «Сан-Жулиа» приняла участие в первом чемпионате Андорры под эгидой УЕФА, в котором заняла 8-е место. В следующем сезоне команда заняла 7-е место в чемпионате, однако дошла до финала Кубка Андорры, где уступила «Принсипату» с разгромным счётом 0:7. В сезоне 1997/98 клуб занял наихудшее место за всю свою историю — 9-е при 11 участниках. В двух последующих первенствах Андорры «Сан-Жулиа» занимала 6-е и 5-е места, а также доходила до полуфинала Кубка Конституции.
В сезоне 2000/01 «Сан-Жулиа» впервые завоевала серебряные медали чемпионата Андорры и дошла до финала Кубка Андорры, где уступила «Санта-Коломе» — 0:2. Данные достижения позволили команде дебютировать в еврокубках, в Кубке Интертото. «Сан-Жулиа» стала первой андоррской командой, которая участвовала в этом турнире. В первом раунде Кубка Интертото команда уступила швейцарской «Лозанне» по сумме двух матчей со счётом 1:9. Первый еврокубковый гол за «Сан-Жулиа» забил Манель Жименес. В сезоне 2001/02 «Сан-Жулиа» также завоевала серебряные медали и летом 2002 года снова участвовала в Кубке Интертото. Андоррцы проиграли по сумме двух матчей североирландскому «Колрейну» — 2:7.
В Примера Дивизио 2002/03 клуб стал обладателем бронзовых наград, в Кубке Андорры «Сан-Жулиа» уступила «Санта-Коломе» — 3:5. В сентябре 2003 года команда приняла участие в первом розыгрыше Суперкубка Андорры, в котором также проиграла «Санта-Коломе» — 2:3. В следующем сезоне «Сан-Жулиа» заняла второе место в чемпионате, а игрок команды Жорже Фелипе Са Силва стал лучшим бомбардиром, забив 16 мячей. Также команда дошла до финала Кубка Конституции, где уступила «Санта-Коломе» с минимальным счётом 0:1. В июне 2004 года клуб принимал участие в первом раунде Кубка Интертото, где проиграл «Смедерево» (0:11). В сентябре 2004 года «Сан-Жулиа» выиграла Суперкубок Андорры обыграв «Санта-Колому» (2:1).
Под руководством тренера Патрисио Гонсалеса «Сан-Жулиа» впервые выиграла чемпионат Андорры в сезоне 2004/05. После этого команда впервые участвовала в Кубке УЕФА, где в первом отборочном раунде уступила бухарестскому «Рапиду» (0:10, по сумме двух матчей). В Суперкубке Андорры 2005 «Сан-Жулиа» уступила «Санта-Коломе» с минимальным счётом (0:1). В сезоне 2005/06 команда вновь стала серебряным призёром Примера Дивизио и полуфиналистом Кубка Андорры. Летом 2006 года «Сан-Жулиа» приняла участие в розыгрыше Кубка Интертото, однако уступила словенскому «Марибору» (0:8).
В сезоне 2006/07 клуб завоевал бронзовые награды чемпионата, а также дошёл до финала Кубка Конституции, где уступил «Санта-Колома» (2:2 основное и 2:4 по пенальти). В июне 2007 года «Сан-Жулиа» участвовала в первом раунде Кубка Интертото и по сумме двух матчей проиграла сараевской «Славии» (4:6). В следующем сезоне команда завоевала второе место в чемпионате, а также впервые стала победителем Кубка Андорры, разгромив в финале «Лузитанс» (6:1). Летом 2008 года клуб снова играл в квалификации Кубка УЕФА, на этот раз команда уступила болгарскому «Черно море» по сумме двух матчей со счётом (0:9). В матче за Суперкубок Андорры 2008 «Сан-Жулиа» потерпела поражение от «Санта-Коломы» (0:3).

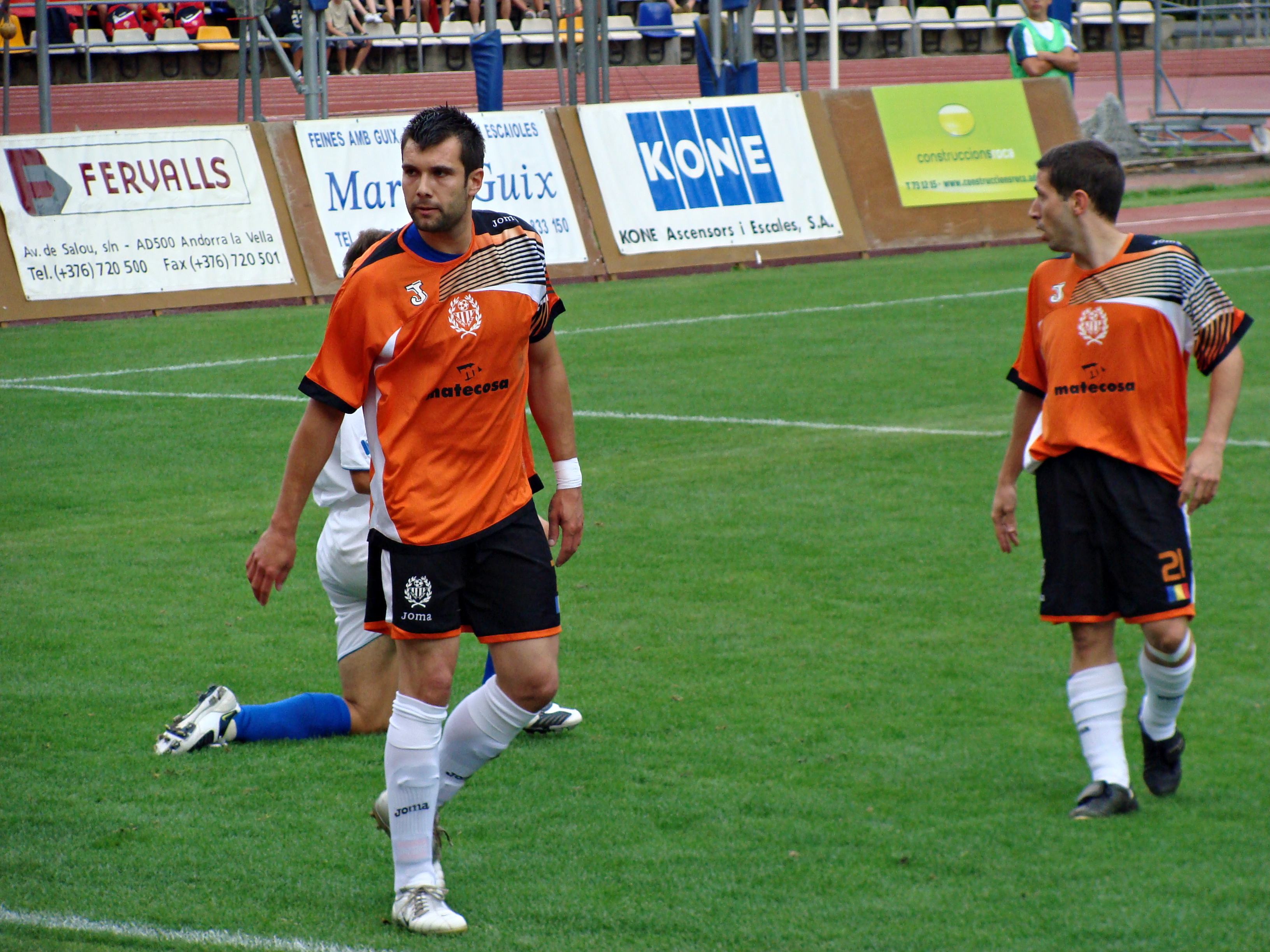
В матче против «Тре Фиори»

Сезон 2008/09 стал успешным для «Сан-Жулии», которая во второй раз в своей истории стала победителем чемпионата. Лучшим игроком сезона по версии УЕФА стал игрок «Сан-Жулии» Виктор Морейра. Летом 2009 года команда впервые участвовала в Лиге чемпионов. В первом раунде «Сан-Жулии» попался сан-маринский «Тре Фиори» и андоррцы смогли добиться победы (2:2 по сумме двух матчей и 5:4 в серии пенальти). «Сан-Жулиа» стала первой андоррской командой которая прошла в следующий раунд еврокубков. Во втором раунде клуб проиграл болгарскому «Левски» (0:9). В сентябре 2009 года «Сан-Жулиа» во второй раз выиграла Суперкубок Андорры, победив «Санта-Колому» (2:1).
В сезоне 2009/10 команда завоевала бронзовые медали чемпионата, лучшим бомбардиром с 19 забитыми голами стал игрок «Сан-Жулии» Габи Риера, а игроком сезона по версии УЕФА стал Карлос Пеппе. В Кубке Андорры команда добилась победы обыграв «Унио Эспортива Санта-Колома» (1:0), благодаря голу Себастьяна Гомеса. Летом 2010 года «Сан-Жулию» возглавил вывший вратарь команды Даниэль Тремонти. Во втором раунде Лиги Европы 2010/11 «Сан-Жулиа» уступила финской «МюПе-47» (0:8). В Суперкубка Андорры клуб одержал победу над «Санта-Коломой» (3:2).
В сезоне 2010/11 «Сан-Жулиа» была одной из лучших команд по обороне в Европе, в итоге пропустив всего 9 мячей в чемпионате. Примера Дивизио «Сан-Жулиа» завершила на втором месте, а в Кубке Андорры команда добилась победы обыграв «Унио Эспортива Санта-Колома» (3:1). В Лиге Европы 2011/12 клуб уступил израильской команде «Бней Иегуда» (0:4 по сумме двух матчей). В сентябре 2011 «Сан-Жулиа» третий раз подряд выиграла Суперкубок, обыграв «Санта-Коломау» (4:3). В последующих двух сезонах команда занимала 4 места, при этом являясь одной из самых результативных команд Европы в сезоне 2011/12. В Кубке Андорры 2013 «Сан-Жулиа» стала финалистом турнира, уступив «Унио Эспортива Санта-Колома» (2:3).
В ноябре 2013 года в матче против «Санта-Коломы» голкипер клуба Иван Перианес отметился забитым голом ударом от своих ворот. В Примера Дивизио 2013/14 «Сан-Жулиа» смогла завоевать бронзовые награды, а в Кубке Андорры добиться победы над «Лузитансом» (1:0). Капитаном в этом сезоне являлся Себастьян Варела. Летом 2014 года команда участвовала в квалификации Лиги Европы и уступила по сумме двух матчей сербскому клубу «Чукарички» (0:4). В следующем 2014/15 «Сан-Жулиа» заняла 4 место в чемпионате. 10 мая 2015 года команда сыграла в финале Кубка Андорры против «Санта-Коломы» и победила со счётом (1:1 в основное время и 5:4 по пенальти).
Перед еврокубками команда усилилась Карлосом Пеппе, Карлосом Гомесом, Рафаэлем Бриту, Брунинью и Начо Куирино. Еврокубки для команды завершились в первом квалификационном раунде Лиги Европы в матчах против датского «Ранерса». По сумме двух игр андоррцы уступили со счётом (0:4). После еврокубков команду покинул Алфи Конте-Лакалье и Начо Куирино, на замену Куирино пришёл Луизао. В сентябре 2015 года в игре за Суперкубок Андорры «Санта-Колома» обыграла «Сан-Жулию» в серии пенальти. Сезон 2015/16 завершился для команды бронзовыми наградами чемпионата, также «Сан-Жулия» дошла до полуфинала Кубка Андорры, где уступила команде «Энгордань» (1:2).

## Дерби
Главным противостоянием «Сан-Жулии» в первенствах Андорры являются игры против команды «Санта-Колома». Данное дерби называют классическим или Эль-Класико. Обе команды с момента создания соревнуются за звания чемпиона Андорры. В финалах Кубка Конституции команды встречались шесть раз, в пяти играх побеждала «Санта-Колома». В матчах Суперкубка Андорры клубы играли между собой восемь раз, в пяти встречах «Сан-Жулиа» побеждала.

## Стадион

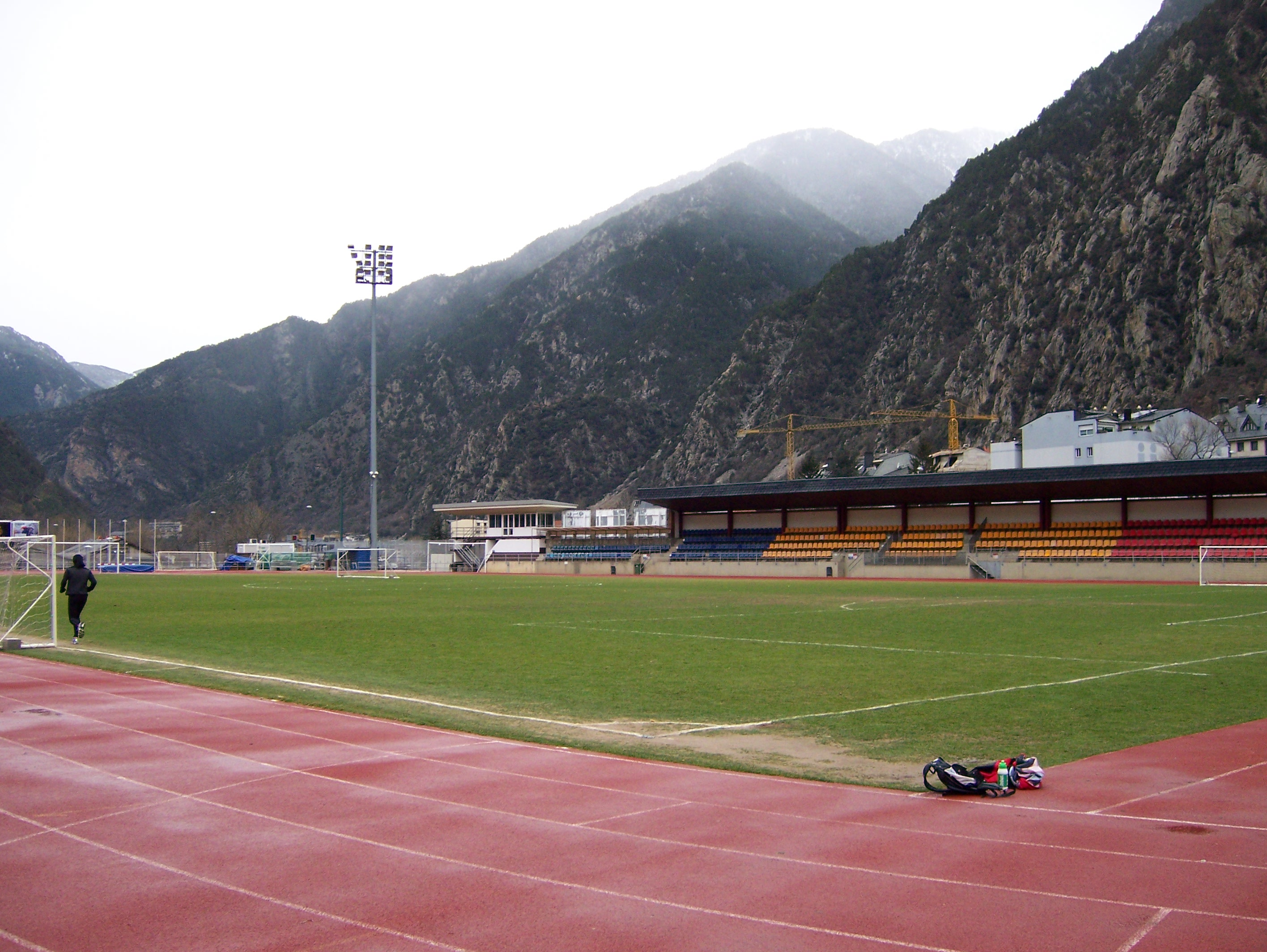
Стадион «Комуналь д’Ашоваль»

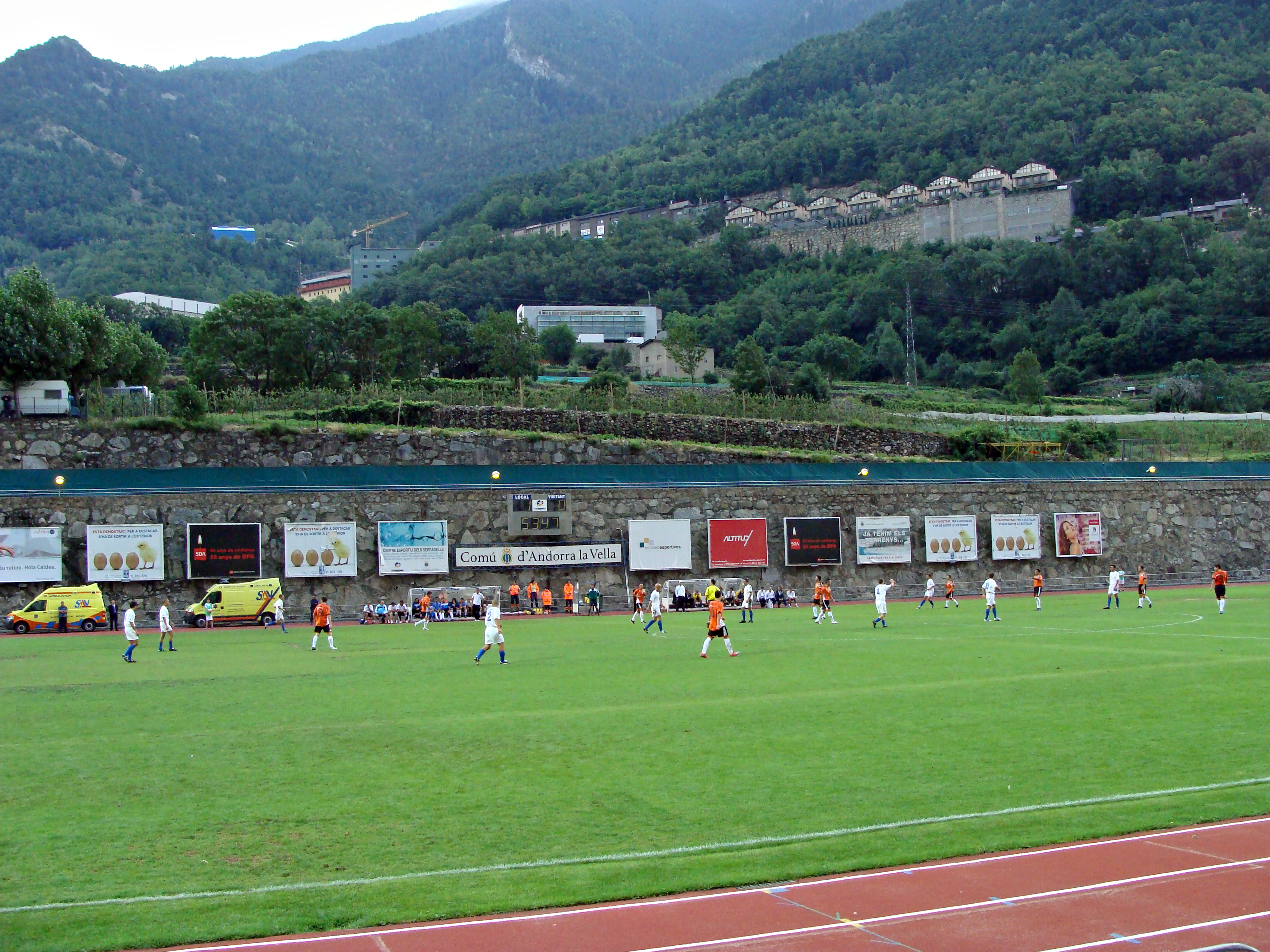
Стадион «Комуналь д'Андорра-ла-Велья»

Футбольная федерация Андорры проводит матчи Примера и Сегона Дивизио на принадлежащих ей стадионах. Также федерация распределяет стадионы и поля для тренировок для каждой команды. «Комуналь д'Андорра-ла-Велья» вмещает 1299 человек и находится в Андорра-ла-Велья, «Комуналь д’Ашоваль» расположен на юге Андорры в Сан-Жулиа-де-Лория и вмещает 899 зрителей. Иногда матчи проводятся в приграничном с Андоррой испанском городе Алас-и-Серк, на стадионе «Сентре Эспортиу д'Алас», вмещающем 1500 человек

## Состав
Каждый клуб чемпионата Андорры может иметь не более трёх игроков из Испании с профессиональным контрактом, которые не проживают в Андорре.

### Игроки
| №  |                | Позиция | Имя                    |  |
| -- | -------------- | ------- | ---------------------- |  |
| 1  | Флаг Аргентины | Вр      | Нико Ратти             |  |
| 3  | Флаг Испании   | Защ     | Иван Виго              |  |
| 4  | Флаг Андорры   | ПЗ      | Жамаль Зарио           |  |
| 5  | Флаг Испании   | Защ     | Педро Муньос           |  |
| 6  | Флаг Франции   | Нап     | Винсент Рамаэль        |  |
| 7  | Флаг Испании   | ПЗ      | Франциско Жирау        |  |
| 8  | Флаг Андорры   | Нап     | Альберт Рейес          |  |
| 9  | Флаг Испании   | ПЗ      | Альберто Молина        |  |
| 10 | Флаг Андорры   | ПЗ      | Луис Бланко Кото       |  |
| 11 | Флаг Испании   | Нап     | Энрик Пи               |  |
| 12 | Флаг Андорры   | Вр      | Дидак Гирибет Иглесиас |  |

| №  |              | Позиция | Имя                             |  |
| -- | ------------ | ------- | ------------------------------- |  |
| 13 | Флаг Испании | Вр      | Матео Родригес                  |  |
| 14 | Флаг Андорры | Защ     | Эрик Родригес                   |  |
| 15 | Флаг Мексики | Нап     | Диего Нагера                    |  |
| 16 | Флаг Испании | Нап     | Даниэль Линарес                 |  |
| 18 | Флаг Испании | Защ     | Джонатан (Джонни) Винаско Лопес |  |
| 19 | Флаг Румынии | Защ     | Николае Василе                  |  |
| 20 | Флаг Испании | Нап     | Вальтер Фернандес               |  |
| 21 | Флаг Испании | Нап     | Джоэл Мендес                    |  |
| 22 | Флаг Испании | Нап     | Хосе Агилар                     |  |
| 23 | Флаг Испании | ПЗ      | Мигель Анхель Луке              |  |
| 25 | Флаг Андорры | Вр      | Герман Бога                     |  |

## Резервная команда
Дублирующая команда «Сан-Жулии» принимала участие в первом розыгрыше второго дивизиона Андорры и заняла в сезоне 1999/00 последнее 8 место.

## Достижения
- Чемпион Андорры (2): 2004/05, 2008/09
- Серебряный призёр чемпионата Андорры (9): 2000/01, 2001/02, 2003/04, 2005/06, 2007/08, 2010/11,2016/17, 2018/19, 2020/21
- Бронзовый призёр чемпионата Андорры (7): 2002/03, 2006/07, 2009/10, 2013/14, 2015/16, 2017/18, 2021/22
- Обладатель Кубка Андорры (6): 2008, 2010, 2011, 2014, 2015, 2021
- Финалист Кубка Андорры (8): 1997, 2001, 2003, 2004, 2005, 2007, 2013,  2018
- Обладатель Суперкубка Андорры (6): 2004, 2009, 2010, 2011, 2014, 2018

## Главные тренеры
- Луис Мигель Алой (2001)[8]
- Патрисио Гонсалес (2004—2010)[49]
- Даниэль Тремонти (2010—2011)[49]
- Хулио Аперадор (2011—2012)[49]
- Рауль Ганете (2012—2016)[49]
- Луис Бланко Торрадо (2016—2017)[50]
- Хесус Барон (2017—н. в.)

## Статистика

### Внутренние первенства
| Сезон   | Дивизион        | Место в чемпионате | И  | В  | Н | П  | ГЗ | ГП | О  | Кубок Андорры | Суперкубок Андорры | Примечание |
| ------- | --------------- | ------------------ | -- | -- | - | -- | -- | -- | -- | ------------- | ------------------ | ---------- |
| 1995/96 | Примера Дивизио | 8 из 10            | 18 | 4  | 4 | 10 | 37 | 44 | 16 |               |                    |            |
| 1996/97 | Примера Дивизио | 7 из 12            | 22 | 9  | 3 | 10 | 38 | 52 | 30 | Финалист      |                    |            |
| 1997/98 | Примера Дивизио | 9 из 11            | 20 | 6  | 2 | 12 | 35 | 54 | 20 |               |                    |            |
| 1998/99 | Примера Дивизио | 6 из 12            | 22 | 10 | 5 | 7  | 50 | 42 | 35 |               |                    |            |
| 1999/00 | Примера Дивизио | 5 из 8             | 12 | 3  | 1 | 8  | 23 | 36 | 10 | Полуфинал     |                    |            |
| 2000/01 | Примера Дивизио | 2 из 8             | 20 | 15 | 1 | 4  | 58 | 23 | 58 | Финалист      |                    |            |
| 2001/02 | Примера Дивизио | 2 из 8             | 20 | 13 | 4 | 3  | 51 | 21 | 43 | 1/4 финала    |                    |            |
| 2002/03 | Примера Дивизио | 3 из 9             | 22 | 11 | 5 | 6  | 73 | 28 | 38 | Финалист      | Финалист           |            |
| 2003/04 | Примера Дивизио | 2 из 8             | 20 | 13 | 4 | 3  | 57 | 18 | 43 | Финалист      | Победитель         |            |
| 2004/05 | Примера Дивизио | 1 из 8             | 20 | 18 | 0 | 2  | 61 | 14 | 54 | Финалист      | Финалист           |            |
| 2005/06 | Примера Дивизио | 2 из 8             | 20 | 12 | 3 | 5  | 61 | 19 | 39 | Полуфинал     |                    |            |
| 2006/07 | Примера Дивизио | 3 из 8             | 20 | 10 | 4 | 6  | 38 | 17 | 34 | Финалист      |                    |            |
| 2007/08 | Примера Дивизио | 2 из 8             | 20 | 12 | 5 | 3  | 59 | 19 | 41 | Победитель    | Финалист           |            |
| 2008/09 | Примера Дивизио | 1 из 8             | 20 | 16 | 2 | 2  | 84 | 15 | 50 | 1/4 финала    | Победитель         |            |
| 2009/10 | Примера Дивизио | 3 из 8             | 20 | 12 | 5 | 3  | 69 | 18 | 41 | Победитель    | Победитель         |            |
| 2010/11 | Примера Дивизио | 2 из 8             | 20 | 12 | 6 | 2  | 46 | 9  | 42 | Победитель    | Победитель         |            |
| 2011/12 | Примера Дивизио | 4 из 8             | 20 | 10 | 6 | 4  | 57 | 22 | 36 | Полуфинал     |                    |            |
| 2012/13 | Примера Дивизио | 4 из 8             | 20 | 10 | 4 | 6  | 38 | 18 | 34 | Финалист      |                    |            |
| 2013/14 | Примера Дивизио | 3 из 8             | 20 | 11 | 5 | 4  | 46 | 19 | 38 | Победитель    | Победитель         |            |
| 2014/15 | Примера Дивизио | 4 из 8             | 20 | 9  | 5 | 6  | 41 | 23 | 32 | Победитель    | Финалист           |            |
| 2015/16 | Примера Дивизио | 3 из 8             | 20 | 9  | 5 | 6  | 41 | 20 | 32 | Полуфинал     |                    |            |
| 2016/17 | Примера Дивизио | 2 из 8             | 27 | 14 | 8 | 5  | 55 | 23 | 50 | 1/2 финала    |                    |            |
| 2017/18 | Примера Дивизио | 3 из 8             | 27 | 14 | 6 | 7  | 64 | 24 | 48 | 1/4 финала    |                    |            |

Источники:
- Статистика выступлений взята с сайта foot.dk

### Выступления в еврокубках
| Сезон   | Соревнования          | Раунд | Соперник         | Дома | На выезде | Общий счёт     |
| ------- | --------------------- | ----- | ---------------- | ---- | --------- | -------------- |
| 2001    | Кубок Интертото       | 1     | Лозанна          | 0:6  | 1:3       | 1:9            |
| 2002    | Кубок Интертото       | 1     | Колрейн          | 0:5  | 2:2       | 2:7            |
| 2004    | Кубок Интертото       | 1     | Смедерево        | 0:8  | 0:3       | 0:11           |
| 2005/06 | Кубок УЕФА            | 1     | Рапид (Бухарест) | 0:5  | 0:5       | 0:10           |
| 2006    | Кубок Интертото       | 1     | Марибор          | 0:3  | 0:5       | 0:8            |
| 2007    | Кубок Интертото       | 1     | Славия (Сараево) | 2:3  | 2:3       | 4:6            |
| 2008/09 | Кубок УЕФА            | 1     | Черно море       | 0:4  | 0:5       | 0:9            |
| 2009/10 | Лига чемпионов        | 1     | Тре Фиори        | 1:1  | 1:1       | 2:2 (пен. 5:4) |
| 2009/10 | Лига чемпионов        | 2     | Левски           | 0:4  | 0:5       | 0:9            |
| 2010/11 | Лига Европы           | 2     | МюПа-47          | 0:3  | 0:5       | 0:8            |
| 2011/12 | Лига Европы           | 2     | Бней Иегуда      | 0:2  | 0:2       | 0:4            |
| 2014/15 | Лига Европы           | 1     | Чукарички        | 0:0  | 0:4       | 0:4            |
| 2015/16 | Лига Европы           | 1     | Раннерс          | 0:1  | 0:3       | 0:4            |
| 2018/19 | Лига Европы           | ПР    | Гзира Юнайтед    | 0:2  | 1:2       | 1:4            |
| 2019/20 | Лига Европы           | ПР    | Европа           | 3:2  | 0:4       | 3:6            |
| 2021/22 | Лига конференций УЕФА | 1     | Гзира Юнайтед    | 1:1  |           |                |

Источники:
- Статистика выступлений взята с сайта worldfootball.net